# Gran Premio motociclistico d'Austria 1977
Il Gran Premio motociclistico d'Austria fu il secondo appuntamento del motomondiale 1977.
Si svolse il 1º maggio 1977 sul Salzburgring di Salisburgo e vide la vittoria di Jack Findlay nella classe 500, di Eugenio Lazzarini nella classe 125 e di Rolf Biland nei sidecar.
Durante la gara della 350, la prima della giornata, Franco Uncini cadde, coinvolgendo nell'incidente anche Johnny Cecotto, Dieter Braun e Patrick Fernandez. Hans Stadelmann, uno degli inseguitori, colpì una moto rimasta sulla pista, morendo sul colpo. La gara fu interrotta e quindi annullata. Fernandez e Cecotto si ritrovarono immobilizzati per molte settimane, mentre Braun, colpito a un occhio, terminò la sua carriera.
A causa della morte di Stadelmann, in 500 molti piloti decisero di boicottare la gara (fra cui Barry Sheene, autore della pole position), al punto che i piloti partenti risulteranno solo 14.

## Classe 500
14 piloti alla partenza, 6 al traguardo.

### Arrivati al traguardo
| Pos  | Pilota         | Moto   | Tempo      | Punti |
| ---- | -------------- | ------ | ---------- | ----- |
| 1    | Jack Findlay   | Suzuki | 51' 19" 26 | 15    |
| 2    | Max Wiener     | Suzuki | +15" 4     | 12    |
| 3    | Alex George    | Suzuki | +15" 91    | 10    |
| 4    | Helmut Kassner | Suzuki | +25" 36    | 8     |
| 5    | Franz Heller   | Suzuki | +1 giro    | 6     |
| 6    | Michael Schmid | Suzuki | +3 giri    | 5     |
| n.c. | Marcel Ankoné  | Suzuki | +16 giri   |       |

### Ritirati
| Pilota            | Moto   | Motivo ritiro |
| ----------------- | ------ | ------------- |
| Werner Nenning    | Suzuki |               |
| Bosse Granath     | Suzuki |               |
| Virginio Ferrari  | Suzuki |               |
| Markku Matikainen | Suzuki |               |
| Armando Toracca   | Suzuki |               |
| Stu Avant         | Suzuki |               |
| Boet van Dulmen   | Suzuki |               |

## Classe 125
36 piloti alla partenza, 22 al traguardo.

### Arrivati al traguardo
| Pos | Pilota              | Moto       | Tempo      | Punti |
| --- | ------------------- | ---------- | ---------- | ----- |
| 1   | Eugenio Lazzarini   | Morbidelli | 48' 14" 90 | 15    |
| 2   | Pier Paolo Bianchi  | Morbidelli | +49" 98    | 12    |
| 3   | Harald Bartol       | Morbidelli | +58" 97    | 10    |
| 4   | Pierluigi Conforti  | Morbidelli | +1' 08" 28 | 8     |
| 5   | Stefan Dörflinger   | Morbidelli | +1' 26" 66 | 6     |
| 6   | Hans Müller         | Morbidelli | +1' 26" 73 | 5     |
| 7   | János Drapál        | Morbidelli | +1 giro    | 4     |
| 8   | Per-Edvard Carlsson | Morbidelli | +1 giro    | 3     |
| 9   | Rolf Blatter        | Morbidelli | +1 giro    | 2     |
| 10  | Johann Parzer       | Morbidelli | +1 giro    | 1     |
| 11  | Matti Kinnunen      | Morbidelli | +1 giro    |       |
| 12  | Hans Hallberg       | Morbidelli | +1 giro    |       |
| 13  | Thierry Noblesse    | Morbidelli | +1 giro    |       |
| 14  | Hans-Jürgen Hummel  | Morbidelli | +1 giro    |       |
| 15  | Johann Zemsauer     | Rotax      | +1 giro    |       |
| 16  | August Auinger      | Morbidelli | +1 giro    |       |
| 17  | Cees van Dongen     | Morbidelli | +2 giri    |       |
| 18  | Jan Ubels           | Morbidelli | +2 giri    |       |
| 19  | Alfred Schmid       | Morbidelli | +2 giri    |       |
| 20  | Anton Mang          | Morbidelli | +2 giri    |       |
| 21  | Walter Koschine     | Morbidelli | +3 giri    |       |
| 22  | Marc Constantin     | Morbidelli | +3 giri    |       |

### Ritirati
| Pilota                 | Moto       | Motivo ritiro |
| ---------------------- | ---------- | ------------- |
| Ángel Nieto            | Bultaco    |               |
| Gert Bender            | Bender     |               |
| Xaver Tschannen        | Bender     |               |
| Ernst Fagerer          | Morbidelli |               |
| Jean-Louis Guignabodet | Morbidelli |               |
| Juliaan Vanzeebroeck   | Morbidelli |               |
| Jacky Hutteau          | Morbidelli |               |
| Horst Seel             | Seel       |               |
| Werner Schmied         | Rotax      |               |
| Patrick Plisson        | Morbidelli |               |
| Herbert Rittberger     | Morbidelli |               |
| Thierry Espié          | Motobécane |               |
| Michel Baloche         | Motobécane |               |
| Rino Pretelli          | Morbidelli |               |

## Classe sidecar
22 equipaggi alla partenza, 11 al traguardo.

### Arrivati al traguardo
| Pos  | Pilota                | Passeggero       | Moto          | Tempo      | Punti |
| ---- | --------------------- | ---------------- | ------------- | ---------- | ----- |
| 1    | Rolf Biland           | Williams         | Schmid-Yamaha | 47' 01" 41 | 15    |
| 2    | George O'Dell         | Kenny Arthur     | Windle-Yamaha | +23" 33    | 12    |
| 3    | Alain Michel          | Gérard Lecorre   | GEP-Yamaha    | +48" 65    | 10    |
| 4    | Göte Brodin           | Bengt Forsberg   | Windle-Yamaha | +1' 13" 74 | 8     |
| 5    | Werner Schwärzel      | Andreas Huber    | ARO-Fath      | +1' 22" 31 | 6     |
| 6    | Dick Greasley         | Mick Skeels      | Windle-Yamaha | +1 giro    | 5     |
| 7    | Bruno Holzer          | Karl Meierhans   | LCR-Yamaha    | +1 giro    | 4     |
| 8    | Heinz Luthringshauser | Hermann Hahn     | MKN-BMW       | +2 giri    | 3     |
| 9    | Amedeo Zini           | Andrea Fornaro   | König         | +2 giri    | 2     |
| 10   | Herbert Prügl         | Johann Kußberger | Rotax         | +2 giri    | 1     |
| 11   | Marc Alexandre        | Paul Gerard      | Kova-König    | +2 giri    |       |
| n.c. | Helmut Schilling      | Rainer Gundel    | Schmid-Yamaha | +4 giri    |       |
| n.c. | Rudi Kurth            | Dane Rowe        | Yamaha        | +4 giri    |       |
| n.c. | Siegfried Schauzu     | "Wohlfart"       | Busch-Yamaha  | +5 giri    |       |
| n.c. | Ted Jansen            | Erich Schmitz    | Colyam-Yamaha | +7 giri    |       |

### Ritirati
| Pilota               | Passeggero                | Moto          | Motivo ritiro |
| -------------------- | ------------------------- | ------------- | ------------- |
| Jean-François Monnin | Edouard Weber             | Seymaz-Yamaha |               |
| Rolf Steinhausen     | Sepp Huber                | Busch-König   |               |
| Max Venus            | Norbert Bittermann        | Eckl-König    |               |
| Hermann Schmid       | Martial Jean-Petit-Matile | Schmid-Yamaha |               |

## Fonti e bibliografia
- (EN) Chris Carter (a cura di), Motocourse 1977-78, Richmond, Surrey, Hazleton Securities Ltd, 1977,  p. 59, ISBN 0-905138-04-X.